# Kores
Kores es una marca internacional de productos escolares y de oficina, conocida sobre todo por sus barras adhesivas, lápices de colores (Kolores) y correctores secos (Scooter). El icono de Kores fue incluido en el cartel de la película de Pedro Almodóvar La flor de mi secreto. Kores fue fundada en el año 1887 por Wilhelm Koreska, el abuelo de Peter y Robert Koreska, los actuales dueños de Kores Holding Zug, en Suiza. La oficina principal mundial de Kores tiene su sede en Viena, Austria, con oficinas principales en Ciudad de México, Caracas, Bogotá, Praga, París y Shanghái. Kores posee dos instalaciones clave de producción, una en Ciudad de México y la segunda en Strmilov, República Checa.

## Historia
En la primera parte del siglo XX, Kores se expandió hasta convertirse en una de las primeras compañías globalizadas que fabricaba productos químicos para oficina, tales como papel carbón, en países tan lejanos como China y Egipto. Kores tenía su propia revista corporativa, Kores Revue, y un manual oficial de ventas sobre cómo vender papel carbón, el cual está expuesto en el museo de Kores en su sede principal de Viena. A raíz de la disminución en las ventas del papel carbón provocada por los cambios tecnológicos en las oficinas, Kores comenzó a enfocarse en la producción de barras adhesivas y productos de corrección desde los años 90, expandiéndose a nuevos mercados de Europa Oriental y suministrando también a los negocios globales de Europa Occidental y los Estados Unidos.

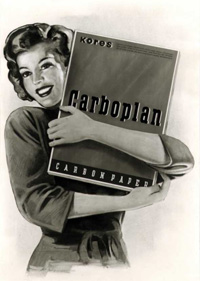
Kores Carbon Paper

En los años 2000, bajo el liderazgo de Peter Koreska, la Gerencia Internacional de Productos de Kores comenzó a innovar con un creciente número de nuevos productos tales como el Scooter y 2 Way, cintas correctoras, barras adhesivas de colores Neón, resaltadores como el Bright Liner y el DeskPot y la línea Design de dispensadores para cintas adhesivas. Kores también introdujo la más amplia línea colorida de notas Index para referencias y marcar libros. En el año 2009 fue lanzada a nivel mundial la línea de lápices de colores Kolores, al mismo tiempo que Kores se expandía en productos escolares. Los lápices de color Kolores son conocidos por su suave aplicación, sus colores vivos y ofrecer un afilado limpio. Tras el éxito de Kolores, Kores lanzó colores de cera, marcadores escolares, lápices y sacapuntas.

## 2010 – Hoy
Para el año 2010, Peter y Robert Koreska habían adquirido y traído de vuelta los derechos de la marca Kores para mercados clave en Alemania, Francia, Italia, Reino Unido, Holanda y Escandinavia, optimizando así el potencial de distribución de la marca Kores. En ese mismo año, Kores Alemania lanzó un programa completo de consumibles de impresión, que incluyeron los tóneres láser, los cartuchos de Ink Jet y las cintas para máquinas de escribir, los cuales se distribuyen a la red internacional de clientes Kores. En el año 2011 Kores Praga celebró 15 años de producción en su planta de Strmilov.

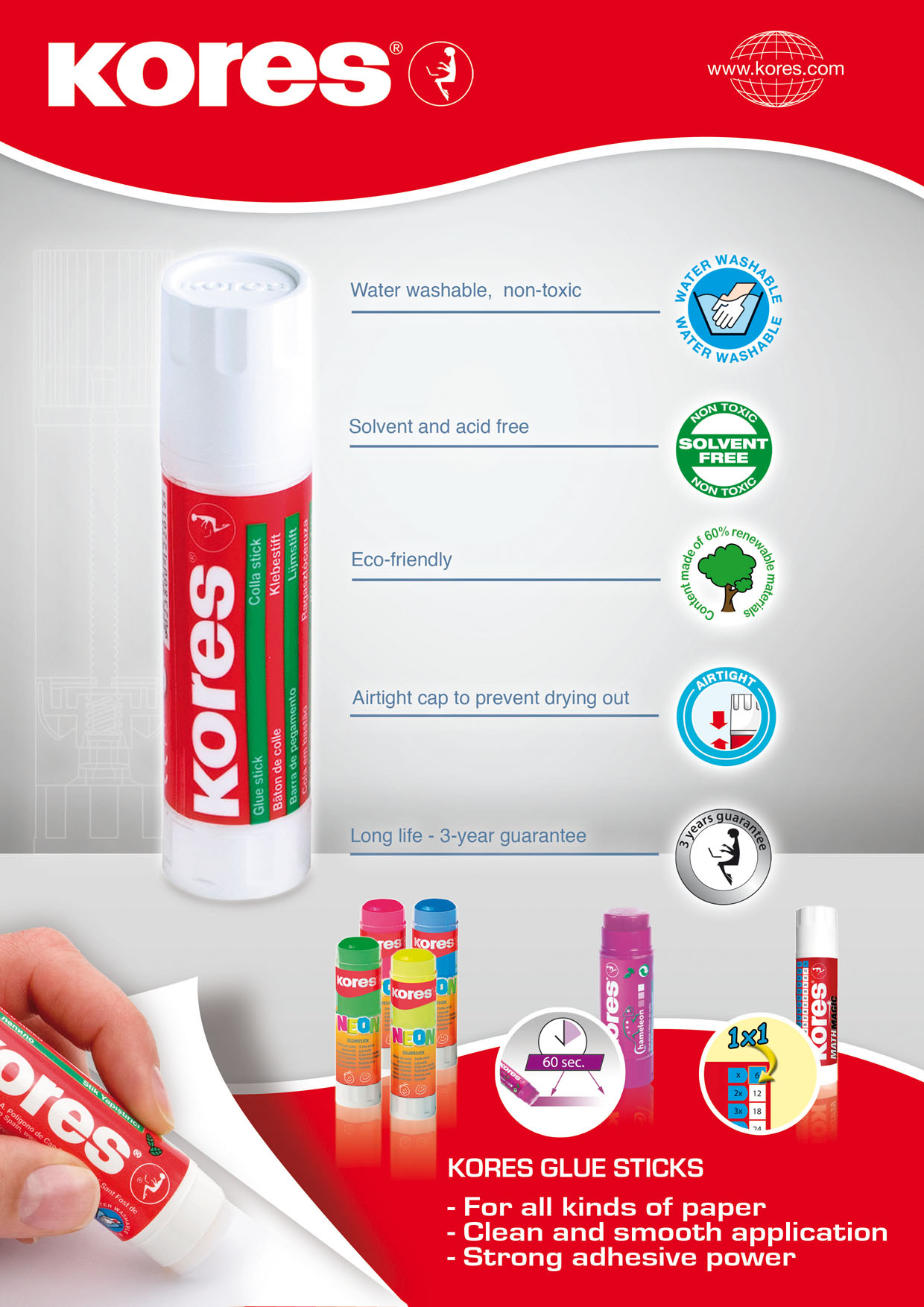
Kores glue stick advert

## Distribuidores Kores
Los productos de marca Kores son distribuidos por las siguientes compañías: Komus, Rusia; Soft Carrier, Alemania; Ecomedia, Suiza; KTC, Países Bajos; SP Richards, Estados Unidos; Office Distribution, Italia; Pacasa, Honduras; Representaciones Cosmos, Costa Rica; Fátima, Guatemala; Martínez Hnos., Paraguay; MAPA, Uruguay; King Jim, China; Ramdom, Ucrania; Belkanton, Bielorrusia; Activa, Chequia; Crowell, Hungría; Bernasos, Egipto; Bouber, Túnez.

## Galería

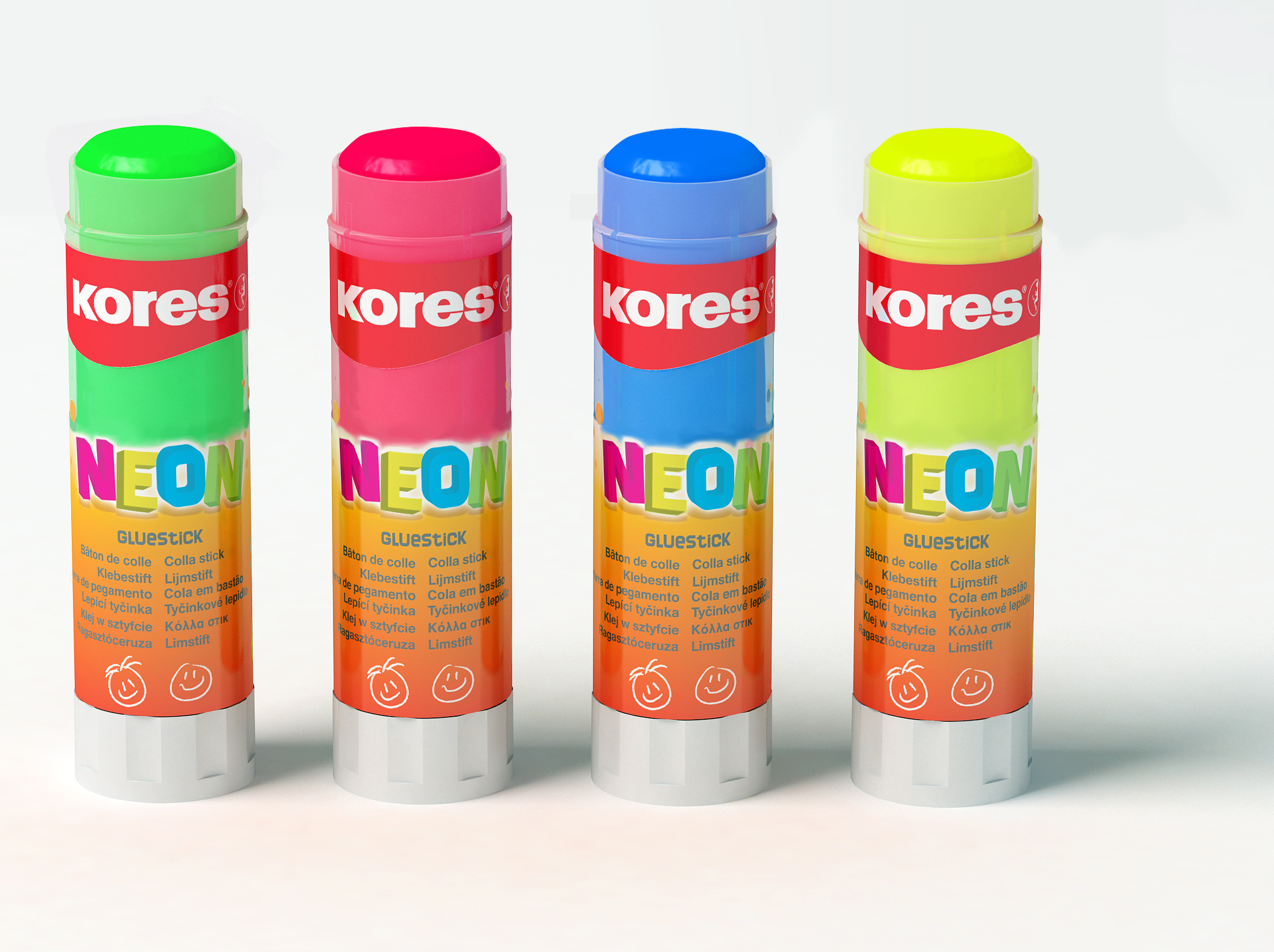
Kores Neon glue sticks
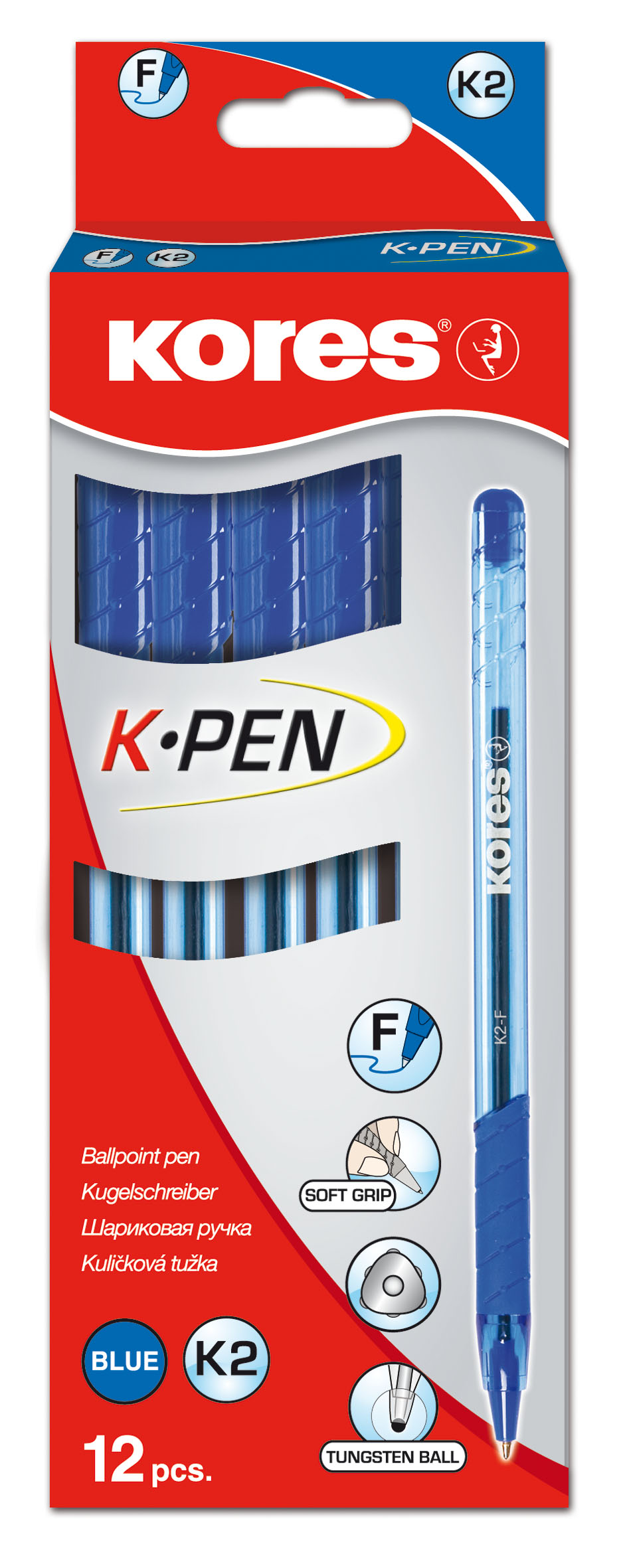
Kores K-Pen

- Datos: Q681231
- Multimedia: Kores (company) / Q681231